# Viktor Röthlin
Viktor Röthlin (* 14. října 1974, Kerns, Obwalden) je švýcarský atlet, běžec, který se věnuje dlouhým tratím. V roce 2010 se stal v Barceloně mistrem Evropy v maratonu.
Již na evropském šampionátu v roce 2006 ve švédském Göteborgu vybojoval stříbro, když prohrál s Italem Stefanem Baldinim. O rok později získal bronzovou medaili na MS v japonské Ósace. 17. února 2008 se stal vítězem Tokijského maratonu, když trať zaběhl v novém osobním a traťovém rekordu 2.07:23.
Třikrát reprezentoval na letních olympijských hrách (Sydney 2000, Athény 2004, Peking 2008). Největšího úspěchu dosáhl na olympiádě v Pekingu, kde doběhl v čase 2.10:35 na šestém místě jako nejlepší z Evropanů. Na bronzovou medaili, kterou vybojoval Etiopan Tsegay Kebede ztratil v cíli 35 sekund.
K jeho úspěchům patří také 16. místo na Mistrovství Evropy v atletice 2002 v Mnichově a 14. místo na světovém šampionátu 2003 v Paříži. Dvakrát se stal vítězem maratonu v Curychu.